# 唐宝堃
唐宝堃（1910年—1988年11月18日），广东中山人，中国男子篮球运动员、教练，南开五虎之一。曾担任中华全国体育总会委员、中国篮球协会主席。1999年被评为新中国篮球50杰。